# Metaphidippus facetus
Metaphidippus facetus là một loài nhện trong họ Salticidae.
Loài này thuộc chi Metaphidippus. Metaphidippus facetus được Arthur Merton Chickering miêu tả năm 1946.